# Apogon deetsie
 Apogon deetsie és una espècie de peix de la família dels apogònids i de l'ordre dels perciformes.

## Morfologia
Els mascles poden assolir els 5,1 cm de longitud total.

## Distribució geogràfica
Es troba a les Illes Hawaii i a les Tuamotu.